# 中国法制史

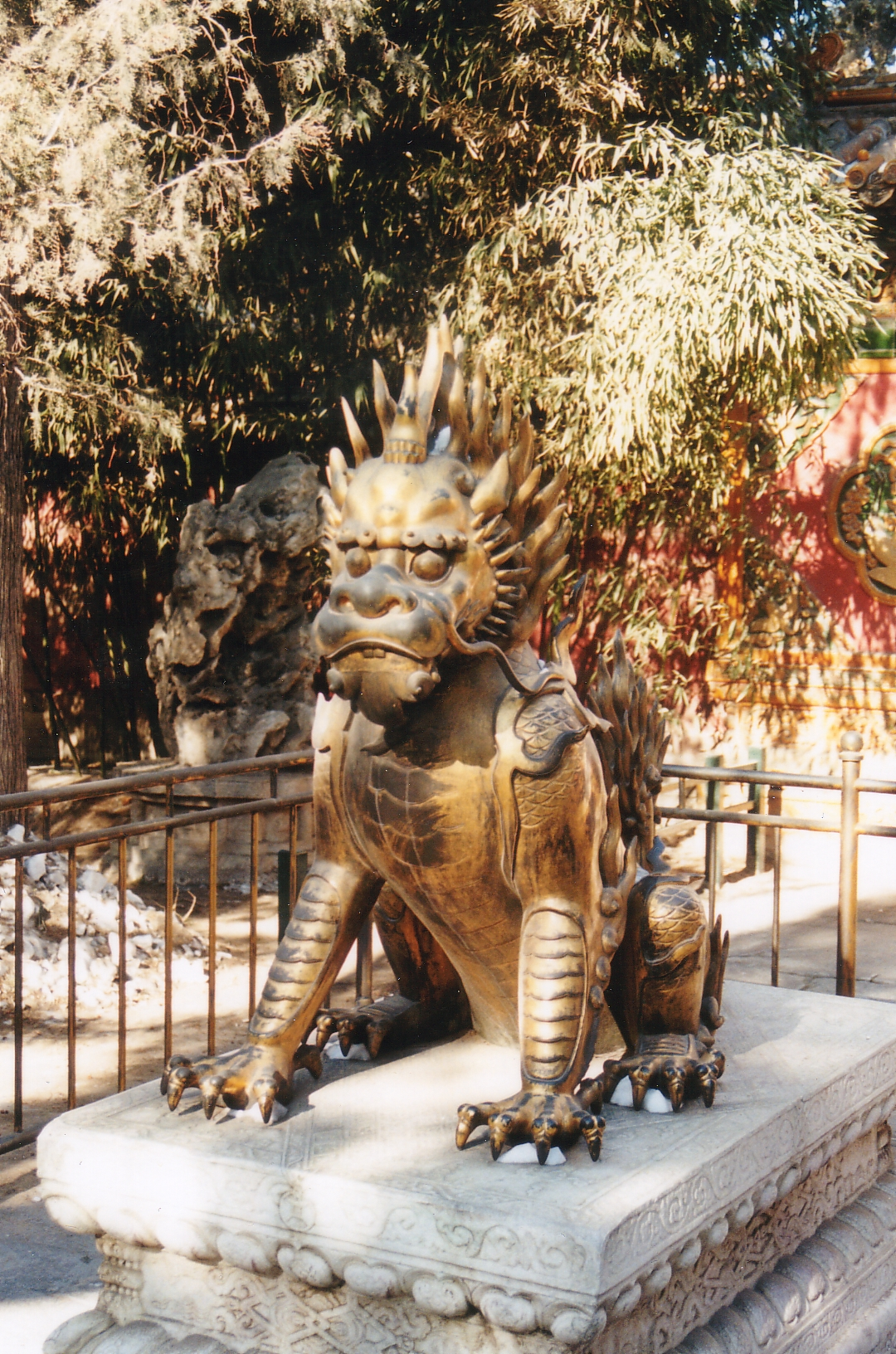
法を司る神獣・獬豸

中国法制史（ちゅうごくほうせいし）では、古代から現代までの中国の法制史について説明する。
成文法は春秋時代の子産らに始まる。唐代に律令体制が完成し、中華法系として東アジアに波及した。清末民初に近代法が導入され、現代の中華人民共和国法や台湾法に至る。

## 律令体制以前

### 獬豸の神話（三皇五帝）
中国神話においては、三皇五帝の時代に皋陶という司法官がおり、人の罪を見抜く獬豸という神獣を利用して裁判したという。獬豸は前近代中国において法の象徴とされ、司法官の冠である「獬豸冠」などに取り入れられた。

### 成文法の始まり（春秋時代）
紀元前11世紀初頭、殷が滅び、周が成立した。周代は、紀元前770年の成周（現在の河南省洛陽市）遷都以前を西周、それ以後を東周と呼び分け、東周は紀元前403年を境に春秋時代と戦国時代に分かれる。東周は周王の権威が失墜して諸侯国が独自に政治を行い、強国が弱国を滅ぼしていく時代だった。春秋時代の200以上の諸侯国が、戦国時代には七つの強国（韓・魏・趙・斉・燕・楚・秦）といくつかの小国（魯・鄭・宋・衛など）にまとまった。春秋戦国時代（前770年 - 前221年）諸国が相争う中で、各国は富国強兵を目指し、君主権力を強化して中央集権化を進める手段として、厳格に運用できる成文法が必要とされた。春秋時代の晋では、文公のときに、趙盾（趙宣子）が国政改革を行い、刑書を作成したとされる。『春秋左氏伝』文公6年（前621年）条は、「法制を定め、法が罪の軽重に応じるように修定し、裁判を処理して……晋の国内に配布して常法とした」と記している。この春秋時代の法は、鉄器あるいは青銅器の鼎に銘文として記された「刑鼎」として施行されたと考えられる。鄭の宰相子産は前536年に刑鼎を鋳造した。

### 『法経』六篇と『九章律』（戦国時代と秦代・漢代）
『晋書』刑法志（唐代648年に編纂）には、戦国時代の魏の文侯のとき、実務を掌握していた李悝が諸国の法を選択編集し、体系性をもつ刑罰法典の始まりであるとされる『法経』六篇を作ったと伝えられる。財産と人命・身体に対する侵害の罪を定める「盗法」と「賊法」、被疑者の逮捕・拘留などの刑事手続に関する「囚法」と「捕法」、雑多な犯罪を定める「雑法」、科刑上の諸原則の総則である「具法」の6篇から構成される。また同じく『晋書』刑法志は、秦の宰相となった商鞅が『法経』を「律」と改称して受け継ぎ、商鞅変法と呼ばれる国政改革を断行したことと、前202年の前漢創設時に蕭何が、秦の律に「事律」と総称される興律・厩律・戸律の3編を加えて『九章律』と呼ばれることになる9篇の法を作ったと記している。
しかし『法経』と『九章律』の実在性には疑問がもたれていた。前漢の『史記』や後漢の『漢書』には『法経』編纂の記載がなく、蕭何の伝記である『史記』蕭相国世家には「九章」の語も3編の増加の記事もない。『法経』がはじめて現れるのは『晋書』である。けれども、戦国時代の秦の律を伝える『睡虎地秦簡』には、戦国時代の魏の法律が含まれている。秦の律と魏の法律に何らかの関係がある以上、『法経』の存在は否定できない。
また、『睡虎地秦簡』は、戸口・軍役・租税徴収・穀物管理など、行政に関する雑多な規定を中心としている。蕭何が加えた事律も、行政運用に関する規定が主体であると見られている。前206年の秦の滅亡時に、首都咸陽の文書庫から、法令・戸籍・行政の帳簿などを確保したとされる蕭何が、基本となる刑罰法規に多数の行政規定を付け加えて法典にまとめ、これを前漢の創設時に発布したと考えることも可能である。
『史記』や『漢書』によれば、秦は法家の商鞅や韓非子の影響のもと、厳格な法と刑を定めた。これに対し、前漢を創設した劉邦は「法三章」を約束した。「法三章」とは、墨家の法の原則である「人を殺した者は死刑に処する。人を傷つけた者は肉刑に処する」という二文に「その他の罪を犯した者は、軽重に応じた刑に処する」という一文を付け加え、穏当な刑を定める法の制定を約束したものである。墨家は、劉邦の時代に広く流布していた。秦は魏の刑罰法典を継承・発展させるとともに詳細な行政規定の立法を進めており、前漢初期に蕭何がそれを断片的にまとめ、さらに立法が蓄積されて、漢の法が形成されたことは確かである。
秦や漢で法典が形成されていたかは、法の全体像が不明であるため分からない。しかし、上記の『睡虎地秦簡』や後述の『張家山漢墓竹簡』といった出土史料に含まれる行政文書や法令は、高度な法律的思考の産物であるといえ、その背後に体系的な法律（法典）が存在していたことは疑いない。前漢中期には、董仲舒が儒教経典から判例を抽出する「春秋決獄」を提唱したともいう。

### 『張家山漢墓竹簡』中の『二年律令』（前漢初期）
『張家山漢墓竹簡』は、湖北省の張家山にある前漢時代の墓から出土した1236枚の竹簡であり、その中の526枚に27種の「律」と1種の「令」が残され、表題簡に『二年律令』と記されていた。『二年』とは、前漢の第2代皇帝恵帝の没後、その母の呂后が摂政をしていた時期の2年目である前186年（呂后2年）を指すと考えられる。漢の法ではあるが、漢の法は秦の法に改定を加えたものであり、しかも前漢の創設からわずか16年後のものであるので、多くは秦の法と同じと考えられる。『二年律令』の篇目の中に、『法経』と同じ、「賊律」「盗律」「具律」「捕律」、並びに蕭何が加えた3編のなかの「戸律」「興律」がみえることが注目される。蕭何がそれを集約して漢の法にまとめたという経緯が反映されていると考えられる。
籾山明によれば、漢の令は、以下の3つに分類される。
1. 「令甲」「令乙」「令丙」などの「干支令」と呼ばれる年代ごとに単行指令をまとめたもの[9]。
2. 使用する官庁ごとに単行指令をまとめたもの[9]。
3. 「功令」「金布令」「宮衛令」などのように内容ごとにまとめたもの。

このように単行指令をその形式のまま集めて、「○○令」という篇目をつけるシステムが確立したが、これは後述の律令と異なり、体系的な法典の一部を構成するものではない。冨谷至は、これらの雑多な律と令は、国家による体系的な編纂物ではなく、同類の規定を順番にとじ込んだファイルのようなものと解している。史書の記録によると、前漢・後漢を通じて、律令の一篇のなかに篇目にふさわしくない規定が混在したり、刑罰の軽重に差異や矛盾が生じたりして、法の整理と運用に支障があった。また、後漢末期には、律が60篇、令が300余篇など、あわせて2万6272箇条にも達したという。単行指令を増加するに任せて、取捨選択しなかった結果といえる。

### 基本法典の形成（三国時代の魏の新律十八編）
後漢末期、魏公として国政の実権を掌握した曹操は、「科」という暫定的な法律を作り、法の氾濫の是正を目指したが、根本的な解決にはならなかった。曹操の子が三国時代の魏を建国し文帝となり、ついで明帝が即位すると、法解釈の統一がなされた。数多くの法書の中から儒学の大家である鄭玄の注釈だけが用いられることになり、中央司法官庁である廷尉府に律博士という官職が設置された。さらに明帝は刑制の改正を命じ、新律18篇、州郡令45篇、尚書官令および軍中令あわせて180余篇が制定された。
この新律で重要なことは、漢代の傍章（『九章律』に定められていない事柄を補った律）、曹操の「科」ならびに漢以来の令を取捨選択し、必要なものは律に残し、不必要なものは廃止したことである。これまで取捨選択されないで蓄積のみされていたことの弊害を一挙に解決をはかった。『新律十八篇』は部分的な修正補充が行われない基本法典であり、法典と呼ぶのにふさわしい最初の法典である。

### 律令基本法典の形成（西晋時代）
三国時代の魏の末期、晋王として実権を掌握した司馬昭は、律令が煩雑すぎるとして、新たな法典の編纂を命じた。司馬昭の子の司馬炎が晋を創設して武帝となり、268年（泰始4年）に『泰始律令』が公布された。
この『泰始律令』は律20篇620箇条、令40篇2306箇条からなり、故事30巻が付属していた。これまでの単行指令をファイルして便宜的に官庁の名称などを篇目としていたことを脱却し、令の篇目に、「戸令」「学令」「貢士令」「官品令」「吏員令」のように規定の内容を示し、篇目にふさわしい内容の条文を計画的に編纂した法典となっており画期的である。『泰始律令』の成立により、刑罰規定を「律」に、行政組織と執務規則を中心とする非刑罰規定を「令」の二本立ての基本法典からなる法形式が形成された。
八王の乱と遊牧民族の侵入の結果、晋（西晋）は黄河流域の華北を放棄し、317年、長江流域の江南に東晋を建てた。漢民族王朝は、南朝宋・斉・梁・陳からなる南朝へと継承されて行った。
南朝宋と斉は『泰始律令』を継承したが、南朝梁の武帝は503年（天監2年）に『梁律令』を発布した。南朝陳も『陳律令』を編纂したが、南朝は陳を最後に断絶する。南朝は貴族制社会のもとで文化面は大いに発展したが、華北奪回の夢を果たせず政治・軍事面では停滞し、法の発達にも乏しい時代であった。
放棄した華北では、5つの遊牧民族が建てた16以上の国家が興亡する、五胡十六国時代になる。439年鮮卑拓跋部の北魏が華北を統一して、北朝最後の王朝となった。遊牧民族と漢民族を融合した北朝では、商業・経済や宗教・文化の変化に応じた社会体制が法の発達を促した。北朝の法制度には、秦漢から南朝に承継された法制度を駆逐したというべき、新たな要素が盛り込まれた。
北魏での法典編纂は、398年（天興元年）に道武帝が下した律令の編纂命令に始まる。431年（神䴥4年）に太武帝が宰相の崔浩に編纂を命じた『神䴥律令』は、遊牧民族王朝で作られた最初の本格的な法典である。これが451年（正平元年）に改定されたとき、律は391箇条にのぼった。孝文帝は、刑罰の緩和と官員の不正に対する厳罰化を推進し、法の改定を繰り返した。481年（太和5年）には、律は832箇条という膨大なものとなっていた。
534年に北魏は東魏・西魏に分裂した。
西魏では、実権を握る宇文泰が法典の編纂を命じ、535年（大統元年）から544年（大統10年）にかけて律の改定が行われ、『大統式』と呼ばれるようになった。556年に西魏をついだ北周でも法典の編纂が進められた。第3代皇帝武帝の563年（保定3年）に『大律』が発布されたが、これは25篇1537箇条もの分量をもち、苛酷かつ細密であり、北斉の律に比して煩雑すぎると評される。577年（建徳6年）には、『大律』を補充するため、盗賊と官員の不正に対し死刑に処して取り締まる厳格な内容をもつ『刑書要制』が発布された。第4代皇帝宣帝は、皇帝の位を静帝に譲った後も実権を保ち、人々の歓心を買うため、579年（大象元年）に『刑書要制』を廃止して厳格な法を緩和した。しかし、翌年の580年（大象2年）には、さらに厳しい『刑経聖制』を定めた。楊堅が丞相となると、寛大な内容の新たな『刑書要制』が作られた。
西魏と北周では、北方防衛を担う軍事拠点である「鎮」出身の鮮卑族の将兵が多く政権に参加しており、治安維持と統制のため法の厳格化が必要であった。華北・江南の統一の方向が定まると、法も緩和の方向に向かった。

### 唐律の原型（隋代）
577年に北周が北斉を滅ぼして華北を統一し、581年には、楊堅が、隋を建てて「文帝」となり、581年（開皇元年）に『開皇律』という新しい律を発布した。583年（開皇3年）の改正を経て、12編500箇に整理された。第2代皇帝煬帝は、「開皇律」が過酷過ぎるとして、607年（大業3年）18篇500箇条からなる『大業律』を発布した。隋を倒して、618年に唐を建てた高祖李淵は、『大業律』を廃して、『開皇律』を復活させ、『武徳律』とした。『武徳律』以後の唐律は、全て『開皇律』の篇目構成を踏襲しており、唐律の原型は、『開皇律』で定まった。

## 律令体制の完成と変容

### 律令体系の完成（唐代前半）
律令法体系とは、「律」「令」「格」「式」の4種類の法典から構成される法典の体系である。基本法令としての律（「○○をせよ」「○○をするな」という規範と、それに違反した者への罰則を規定した刑罰基本法令）と令（管制、税制、兵制、婚姻・戸籍制度など行政組織と執務規則を中心とする基本的な規範を中心とする基本的な規範を規定した非刑罰基本法令）を「律令」と連称し、副次法典としての格と式を加えて「律令格式」と連称する。
隋によって着手された北朝的な中央集権国家にふさわしい法体系の確立は、唐に引き継がれた。唐は建国から7年間は、『五十三条格』という臨時法と隋の『開皇律』を併用して統治にあたった。この間に南北の法を調整しつつ、分権的な南朝の旧領域へと支配を浸透させて行き、中国全土への支配が確立し、安定した政治情勢が形成された高祖の624年（武徳7年）に法典編纂に踏み切った。武徳の法典編纂のときには格は作られず、律令格式がそろうのは、637年（貞観11年）、第2代皇帝太宗の命で編纂された『貞観律令格式』からである。高宗の永徽年間（650年 - 655年）から玄宗の開元年間（713年 - 741年）にかけて行われた盛んな法典編纂により、律令体制は完成した。
なお、律の文意を逐条的に明らかにする公的注釈書として作成された「律疏」も律と同等の効力をもった。律令本文は早くに散逸したが、律については李林甫らによる後世の注釈書『唐律疏議』が第一級の法制資料として残る。唐代は中華法系を爛熟させた王朝としてその功績を歴史に残す。その時代に完成された『唐律疏議』は正に中華法系の集大成法典である。現存している「唐律疏議」は法律と注釈合わせて全30巻、12編502箇条からなる。
- 第1編「名例」は、法定罪名、刑名および量刑の適用原則を定め、唐代の立法指導思想や法制原則を定める[19]。
- 第2編「衛禁」は、皇帝、宮殿、太廟、陵墓および関津、軍隊の駐屯、国境防衛、要塞の守衛について定める[19]。
- 第3編「職制」は、国家機関の設置と定員、国家官吏の選抜・任用・賞罰に関する行政的規定である[19]。
- 第4編「戸婚」は、戸籍、土地、賦役、婚姻、家庭、相続に関する民事法律規定である[19]。
- 第5編「厩庫」は、家畜の飼養・管理や倉庫管理および官有物管理を定める[19]。
- 第6編「擅興」は、徴兵、軍事指揮、武器管理、戦闘規律および官有物所有に関わる規定である[19]。
- 第7編「賊盗」は、謀反、反乱、殺人、強盗、誘拐、官私財産の不法占有等社会的犯罪を取り締まる規定である。
- 第8編「鬥訟」
- 第9編「詐偽」は、詐欺、偽造、偽証等の犯罪行為の懲罰を定める[19]。
- 第10編「雑律」は、前記各編に収められない犯罪を規定し、内容は交通、計量、造幣、市場管理、医療衛生、公共施設、環境保護、倫理関係等を定める[20]。
- 第11編「捕亡」は、主に捜査、逮捕等の手続きに関する規定である[20]。
- 第12編「断獄」は、審判、判決、刑罰の執行、監獄管理に関して定める[20]。

この法典は、法体系の構成、条文の簡潔さ、概念の明晰さ、用語使用の適切さ、論理の綿密さ、注釈の理論的工夫等のあらゆる点で中華法系の空前絶後の高みに達したと言われる。また、この法典は中華法系の歴史に終止符がうたれた1911年まで歴代の法制に深甚な影響を与えた。

### 再副次法典の時代（唐代後半から五代時代）
唐前期の律令法体系に支えられた国家体制は、玄宗の治政を頂点として崩壊していく。
生産は土地の国有を前提とする均田制から、土地の私有を前提とする地主＝佃戸制（地主が所有する土地を小作人である佃戸が耕作する体制）へと移行した。徴税体系は、均田農民を負担者とする租庸調制から、地主を負担者とする両税法へと転換した。これは現物経済から貨幣経済への転換も意味する。国家財政は地税収入よりも、貨幣経済と商業流通の発展に即応した専売収入に依存してゆく。軍事体制も均田農民を徴兵する府兵制から、兵卒を金銭で募集する募兵制へと移行した。
これら「唐宋変革」と呼ばれる国家と社会の変革は、安史の乱以前から徐々に進行していた。安史の乱によって唐が滅亡の淵に追い込まれた後は、変革の流れをとどめることはできなかった。780年（建中元年）の両税法の施行は、それを象徴する。専売を侵す闇商人が国家への抵抗と反乱を繰り返し、募兵を集めた節度使の軍団が藩鎮へと成長し、要地に割拠し実権を掌握する状況の中で、唐は907年に滅亡した。唐の滅亡の後、華北に後梁・後唐・後晋・後漢・後周の5つの王朝が継続し、江南に10前後の国家が興亡する五代十国と呼ばれる戦乱の時代を迎える。
律令法体系は「唐宋変革」に対応できず、律令格式の改定編纂は737年（開元25年）を最後に放棄された。律令を修正補充する副次法典の格も固定された。
そこで、律令格式を全体として修正補充する「再副次法典」として編纂されたのが、開元25年の格のあとに下された単行指令を集成した「格後勅」だった。格後勅は元和・大和・大中の3度公布された。五代最初の後梁が編纂した『大梁新定格式律令』の内容は、開元25年の律令格式とほとんど同じである。
後唐は後梁の法典を廃棄して唐の法体系を復活させ、格後勅に代えて、皇帝の単行指令である詔勅を編集した編勅である『清泰編勅』を編纂した。詔勅は、後晋と後周でも編纂されることになる。
格が実質的な意味を失う一方で、律・令・式は現行の法典として承継されていき、律には、刑罰基本法典としての意義に加えて、国家の基本法典としての意義も認められるようになる。そのことを示すのが、開元25年の律と律疏の間に重要な令・格・式・単行指令の規定を挟み込んだ「刑律統類」の編纂であった。唐の『大中刑律統類』は私的な編纂物に過ぎないのに対し、後唐の『同光刑律統類』は国家の法典として編纂された。

### 編勅から勅令格式へ（宋代）
960年に建国された宋は、後周に形成された刑統・令・編勅・式からなる法体系を受け継ぎ、建国4年目の963年（建隆4年）に『宋刑統』と『新編勅』を編纂した。979年（太平興国4年）には中国を統一し、その後10年ごとに編勅が編纂された。『宋刑統』は、開元25年の律と律疏を主体とし、編勅により修正補充されつつ、刑罰基本法典として活用された。開元25年の律と律疏を主体とする『天聖令』は唐令の要素と、編勅のなかの非刑罰法の要素の一部を継続したものである。
その一方で、式の再編纂は、着手されないまま放棄された。北宋中期、唐末五代の混乱後の国政の建て直しが切実になっており、神宗は王安石を宰相として「新法」と呼ばれる大規模な行財政改革を実施した。この改革のために「新法」と呼ばれる様々な施策が採られた。
「新法」とは、具体的には『周礼』に説かれる一国万民の政治理念すなわち万民を斉しく天子の公民とする斉民思想に基づく、均輸法・市易法・募役法・農田水利法などの経済政策や、科挙改革、学校制度の整備などの施策である。このとき、膨大な分量を占めるようになってきた編勅を再編成した『元豊勅令格式』が編纂された。
神宗の没後、北宋末に至るまで、王安石の改革を肯定する新法党と、これを否定する旧法党との間で新法・旧法の争いが生じた。しかし新法の産物である「勅令格式」と連称される法典の形式は定着し、南宋末までほぼ10年ごとに編纂された。
「勅」は唐律と同じ規定形式をもつ刑罰法典で、刑罰基本法典の刑統を修正補充する刑罰副次法典に位置付けられる。
「令」も唐令と同じ規定形式をもつ刑罰法典だが、『天聖令』および唐式と、編勅から非刑罰規定を分化した「附令勅」が融合したもので、基本法典としての性格を失った。
「格」は別表集のような法典であり、
「式」は書式・様式集のような法典であった。
非刑罰法の領域では基本法典と副次法典の区別が失われ、融合されたうえで、令・格・式に整理された。
金の侵攻により宋はいったん滅び、江南に南宋として存続した。
南宋では、刑罰副次法典としての勅をさらに修正補充する再副次法典である『隋勅申明』が登場する。勅令格式と『隋勅申明』の検索を容易にするために、これらの条項を分野別に配列し直した「条法事類」という法典も作られた。

### 征服王朝時代の法（遼代から元代）
唐の衰退と滅亡をきっかけとして、中国北方の遊牧民族は中国本土へと勢力を拡大し、「征服王朝」と呼ばれる国家を形成した。
916年に契丹人が建国した遼の支配領域は北方辺境にとどまり、漢民族の宋に対し軍事的優位には立つも、おおむね和平関係を崩さなかった。
遼は、遊牧民と農耕民を分けて治める二元的統治体制をとり、法も当初二元的な構造をもった。中期以降には漢化を進める方向での一元化が行われ、法典の編纂が試みられた。1036年に国が始まって以来の法令を編纂した『重熙新定条制』が完成し、修正が加えられながら、国家の統治の基本となっていった。しかし、この遼の「条制」が後の金や元の法制度にどの程度の影響を与えたのかは不明である。
女真人が1115年に建国した金は、1125年に遼を滅ぼし、1127年には北宋を滅ぼした。
華北を支配下においた金においては、唐律を事実上の基本法典とし、皇帝の単行指令を集めた「制書」「条理」「制条」などの総称である「制」を副次法典とする構造が成立した。
この構造を一変させたのが12篇・30巻・563箇条からなる『泰和律』だった。『泰和律』は、1190年（明昌元年）に制定が計画されてから、1201年（泰和元年）に施行されるまで10年以上を要した。唐の律令体制への回帰を目指したものであり、律疏にあたる『泰和律議』のほかに『泰和令』や、格・式にあたる『新定勅条』『六部格式』も併せて制定された。『泰和律』は唐律と同じ12篇目で構成され、『金史』刑法志に「実は唐律なり」と記されていることから、唐律と同じ内容であったと考えられる。しかし他方同書は、唐律のうち社会情勢に適さない47箇条を削り、金制149条を取り入れたとも記している。唐律のままでは社会の変化に対応できないことを認識し、かなりの手を加えた。基本法典としての律令を重視しつつ、現実に適合する法制を整備するという姿勢を指摘しうる。
金を滅亡させたモンゴルでも『泰和律』は使われ続けた。『泰和律』の使用が禁じられたのは、国号を元に定めた1271年（至元8年）のことである。それまで、中央政府の刑事裁判では、「法司」と呼ばれる担当官が『泰和律』に基づいて刑罰を審理し、意見を具申していた。この意見を踏まえたうえで刑罰を加減しながら、具体的案件に対応していた。『泰和律』の使用禁止後に編纂された『至元新格』行政分野の規範を記したもので、刑罰規定を含まなかった。
元では律令の基本法典は編纂されなかったが、これ以降も律令法の要素を受け継いだ裁判が行われた。1323年（至治3年）に施行された『大元通制』と、これを増補改訂した『至正条格』は、主にそのような法源を集成したものである。

### 律例法体系の形成（明代から清代）
元末の混乱の中から頭角を現し、元を駆逐して漢人王朝を打ち立てた明の太祖洪武帝は、職即位初年の1368年（洪武元年）正月に、吏律・戸律・礼律・兵律・刑律・工律の6篇285箇条からなる律と、吏令・戸令・礼令・兵令・刑令・工令の6篇145箇条からなる令を施行した。律の条文数は唐律の2分の1強、令は唐令の10分の1程度でしかない。わずか3か月の審議で制定されたことからも当面の必要を満たす暫定的法典の性格が強かった。
篇成構成は、中央官庁である吏部・戸部・礼部・律部・刑部・兵部の名称を篇目とする「六部編成」という、律令の篇目構成としてはそれまでにない形式を採用する。元の法書によく見られる方式であり、元の影響を受けているといえる。元の影響が色濃く残る暫定的な律令は、モンゴル色の一掃と漢民族文化の復興を目指す明にはふさわしくないと考えたと思われるが、1374年（洪武7年）には唐律と同じ12篇目で構成された606箇条の律が制定された。このとき律のみ編纂され、令は編纂されなかった。これまで令で規定されていた事項を律に大幅に取り込んだので、令は実質的に機能を喪失した。律に関していえば、唐律形式への回帰は長続きせず、間もなく六部編成の冒頭に「名例律」を加えた7篇で構成されるようになる。
元でも実務に携わっていた明初の官員にとっては、大昔の唐律の篇目構成よりも、慣れ親しんだ六部構成の方が便利であるので、反モンゴルの理念より実務上の便宜を優先せざるを得なかったと思われる。
律は、その後数度の改正を経て、1397年（洪武30年）には、7篇460箇条の『大明律』として完成した。これは清においても若干の改定が行われただけで、清律として受け継がれた。明代はこの明律が重みをもち、律の改良ではなく、諭、旨などの単行命令で現実に対処した。明中期には、それらを整理、条文化して『問刑条例』としてまとめられた。これは清代にも受け継がれ、1870年（同治9年）には、1900箇条余りになった。
ところで、明代以前の前近代中国法においては、単行指令の集積による法の氾濫状態を避けるため、副次法典の編纂がほぼ必須のことだった。しかし明代においては、皇帝が即位するたびに前代の皇帝が下した単行指令を廃止し、リセットしていたため、建国から100年以上も副次法典を編纂しなかった。洪武帝が、子孫の守るべき家法として制定した『租訓』に、刑事法源は律に一元化すべきであるとしたからである。
しかし、皇帝が即位するたびに、同じような単行指令を下し直さなければならないのは、あまりに非効率なので、1500年（弘治13年）に副次法典として『弘治問刑条例』が制定された。このあと「問刑条例」は、嘉靖・万暦年間にも編纂された。
洪武元年の令は行政分野を中心とする非刑罰基本法典を目指すものであったが、法典としての実態をもたないまま、かなり早い段階で立ち枯れてしまった。急速に発展する社会の現実に対応するためには、機動性に乏しい令という基本法典にもとづく行政の運用は現実的でなくなったからと考えられる。
明は基本法典に則って行政を運用する「法典中心主義」をとらず、必要に応じて下される皇帝の単行指令や、その実施過程で生まれてくる先例によって行政を運用する「先例中心主義」の考え方に転換した。
しかし、単行指令や先例にもとづく行政は、制度全体の把握が困難になるので、『諸司職掌』や、その発展形である『会典』が編纂された。これらは、制度や規則を新たに定立する法典ではなく、現存する制度や規則を体系的に記述する「国制総覧」にあたる。
1636年に建国された清は、明の法制度をそのまま踏襲した。
刑罰法分野の基本法典として「律」が、副次法典として問刑条例を改称した「条例」が存在した。この律と条例は『大清律例』という法典に一体化された。律は建国から約100年間に4回編纂され、最終形の1740年（乾隆5年）の律は7篇436箇条の構成となった。4回の編纂作業はいずれも小規模な改定でしかなく、結局、清律は明律をほとんどそのまま踏襲した。
法の変動の役割を担ったのは条例だった。乾隆帝の治世（1735年 - 1795年）には、当初は3年ごと、後には5年ごとに、条例を編纂する方針が立てられ、多少の間延びはあったが、1870年（同治9年）に至るまで条例の編纂は繰り返された。
また清は、行政分野に関しても明の制度を基本的に踏襲した。明と同じように国政全般にわたる制度や規則を体系的に記述する『会典』が編纂された。これに加えて、中央官庁の部局や特定の政務についての規則・先例集である『則例』『全書』、地方についての規則・先例集である『省例』も編纂され、先例中心主義に基づいて運用される行政実務の遂行を支えた。

## 近現代

### 清代末期
アヘン戦争、太平天国の乱（1850年 - 1864年）、アロー号事件（第2次アヘン戦争、1856年 - 1860年）といった大規模な内憂外患に直面した清朝政府は、同治帝の下で洋務運動を展開し、国力の増大を図ろうとした。清朝政府が対応すべき喫緊の課題は西欧列強との間の個別の条約であったが、その過程で、近代的な西欧の法制度を学んだ者が現れていった。また1864年には、『万国公法』がウィリアム・マーティンにより漢訳出版された。当初は裁判や交渉などで不利にならないように国際法を利用することから始まったが、徐々に近代国際法的国家観と近代西洋型の法概念を中国にもたらした。洋務運動の一定の進展にもかかわらず、日清戦争（1894年 - 1895年）に敗北したことは、新技術導入によって旧体制を維持することの限界を露呈させ、1890年代以降中国の秩序体制そのものの変革をめざす変法運動が展開された。1898年の戊戌の政変という守旧派のクーデターや義和団の乱（1899年 - 1901年）、光緒新政の時期には、変法派の主張が清朝によって試みられた。すなわち、憲法制定および議会開設による立憲君主制への転換を目指し、近代西洋型法典を編纂し、またその運用必要な人材を養成することに着手した。1905年には、科挙制度が廃止され、「立憲大綱」が制定された。1908年には「憲法大綱」が発表された、1911年には「十九信条」という18条の憲法というべきものが公布された。近代西洋法典の編集には沈家本と伍廷芳が修訂法律大臣に任命され、現行法の改定と近代西洋型法典の編集にあたった。前者については1910年に「大清現行刑律」の形で実を結んだ。後者については、岡田朝太郎・松岡義正・小河滋次郎・志田鉀太郎の4人の日本人を招き起草作業にあたった。

### 辛亥革命から中華人民共和国の成立まで
辛亥革命を経て、1912年1月アジア初の共和国として成立した中華民国は、1920年代末から1930年代に主として西欧近現代法を継受して、民法・刑法・民事訴訟法・刑事訴訟法を編纂し、基本的な法体系を作り上げた（1947年には「中華民国憲法」が成立している）。この中華民国法は、日中戦争後の内戦で中国共産党に敗れた国民党とともに1949年以降台湾へ渡り、そこで適用され、改正を経ながら現在に至っている。
一方、中国共産党は、新政権の樹立にあたり、旧政権の法にどう対応するかという「法の継承」問題に直面する。そこで中国共産党は、1949年2月に「国民党の六法全書を廃棄し、解放区の司法制度を確定することに関する指示」を発し、完全に断絶する道を選んだ。解放区とは1921年の中国共産党創立時または1927年の江西省南昌での挙兵時以降中国共産党が自らの軍隊・根拠地・人民・土地を統治していた区域のことである。1949年9月、北京で中国人民政治協商会議が開催され、統一戦線の代表により新しい政権建設についての話し合いが行われた。この会議において、臨時憲法にあたる「中国人民政治協商会議共同綱領」が採択され、9月29日に公布された。同年10月1日には、中華人民共和国が成立した。この「共同綱領」では、中華人民共和国を「新民主主義すなわち人民民主主義の国家」と規定した。それは「労働者階級が指導し、労農同盟を基礎とし、民主的諸階級と国内諸民族を集結した人民民主主義独裁を実行し、帝国主義・封建主義および官僚資本主義に反対し、中国の独立・民主・平和・統一・富強のためにたたかう」ものと規定されていたことからもうかがえる。中華人民共和国の成立にともない蔣介石の率いる国民党軍は台湾に逃亡し、以後この地を中華民国として実効支配することになった。

### 中国型社会主義の時代と法（1949年から1978年）
共和国政府は、中国本土全域における実効支配を確立した後、1954年にソビエト連邦などの共産圏の先行例を参照して最初の「中華人民共和国憲法」（54年憲法）を制定するなど、ソビエト連邦法（大陸法圏に属する）を手本とした法制度の整備を進めた。
1954年9月20日、第1期全国人民代表大会の第1次会議において「中華人民共和国憲法」（54年憲法）が採択され、即日公布された。ソ連の1936年憲法（いわゆるスターリン憲法）を範にとるが、前提となる中国社会自体がまだ社会主義段階に到達していないので、社会主義への過渡期という歴史段階に対応する社会主義型の憲法として成立した。同時に社会主義建設という目標と中共の指導的地位を明示し、「共同綱領」の時期まで維持されてきた人民民主統一戦線体制に事実上終止符をうち、新たに中共による一党独裁制を成立させた。すなわち、54年憲法は、「共同綱領」と同じく、中華人民共和国を「労働者階級が指導し、労農同盟を基礎とする人民民主主義の国家」と規定しつつ、「共同綱領」にある「新民主主義」は削除した。なぜなら、それはもはや「民主的諸階級（中略）を結集した人民民主主義独裁」ではなく、社会主義の実現を目指して階級を廃絶するための「人民民主主義独裁」でなければならなかった。したがって「共同綱領」が「労働者・農民・小ブルジョアジーおよび民族ブルジョアジーの経済的利益とその私有財産制を保護し、新民主主義の人民経済を発展させ」るとしていたのに対し、同54年憲法は「社会主義的工業化と社会主義的改造を通じて、搾取制度の漸次的消滅と社会主義社会の建設を保障する」と規定して、社会主義化の方向を明確に打ち出した。ただし、この社会主義への過渡期においては、「資本主義的工業に対して、利用・制限・改造の政策をとり」として、一定期間内の買戻しを実施し、その間は「資本家の生産手段の所有権およびその他の資本の所有権を保護する」と規定した。したがって所有制としては、全人民所有制の国営経済が国民経済の指導力であり、「国家は国営経済の優先的発展を保障する」としていた。建国当初は、上述解放区で実践されていた法制度を引き継ぐ、三大立法（婚姻法、土地改革法、労働組合法）に代表される立法が行われた。全体的には社会主義法＝ソ連法の影響を強く受けた立法や司法及び法学が志向された。しかし、その後の急進的な社会主義改造、反右派闘争や大躍進等の政治運動に翻弄された結果、三大立法と54年憲法の制定を除いて目立った成果は上げられなかった。この時期は経済調整期といわれ、1950年代中期以降の急進的な社会主義運動のリバウンド期でもあり、民法、刑法、刑事訴訟法等の起草作業が活発に行われたもののいずれも成果に結び付かなかった。
1957年6月の反右派闘争に始まる文化革命期には、「プロレタリアート独裁」の理念から導かれた「中共の国家に対する優位」が強調され、法秩序よりも中共の政策が優先された。「政策は法の塊である」、「無法無天」、「造反有理、革命無罪」等のスローガンに代表される徹底した法ニヒリズム（法を軽視する傾向）が蔓延した。「大衆独裁」の名のもとに如何なる司法手続も踏むことなく人身の自由が侵害されたり、裁判所、検察院、警察が廃止されて「軍事管制委員会」に統合されたりする等、司法制度全体が著しく破壊された。大学も封鎖され法学教育や法学研究も10年間の空白時期を迎えた。そして54年憲法も実態に合わなくなっていた。まず、54年憲法では、社会主義建設を目指す過渡期の国家として自らを位置付けていたが、1956年に所有制の社会主義的改造を完了して社会主義に移行したことにより、この位置付けが実態に合わなくなっていた。また1960年に中ソ対立が決定的となりソ連モデルの憲法の空文化がもたらされた。しかし、文化大革命期の不安定な政治的環境と法的ニヒリズムが強まる中、憲法の改正は容易でなかった。ようやく、1975年1月17日、第4期全国人民代表大会の第1次会議において憲法改正が実現された（75年憲法）。ただし、この75年憲法は全30条しか有せず、この簡易な体裁そのものが文革的法ニヒリズムを体現していた。この75年憲法は、その成立直後に「文化革命」が終結してしまったため、短期間のうちに効力を消滅するに至った。

### 改革開放と法（1979年から1992年）
1979年から1992年までは、社会主義法の枠内で法秩序を再建する一方、経済改革・対外開放（改革開放）を実現する法システムが模索された。
1987年12月の中国共産党第11期中央委員会第3回全体会議は、文革期から続く混乱を収拾して秩序を回復することに傾注し、過渡期階級闘争から社会主義的現代化への党の路線を転換した。改革開放が基本政策となり、法秩序の再建が優先課題となって20年ぶりに立法に力が入れられるようになった。党11期3中全会前、1978年3月に憲法が改正されているが（78年憲法）、この憲法改正は文革路線を認める過渡的な性格のものだった。したがって党11期3中全会後の新たな路線を推進し保障する立法は、1979年7月の7件の法律から始まっている。それらは2つに分類される。第1のグループは、人民法院組織法、人民検察院組織法、そして刑法や刑事訴訟法の制定に象徴されるように、国内的に法秩序を再建しようとする立法である。そこでは、当時存在していたソ連・東欧の社会主義諸国および1950年代の中国の法理論や法制度を継受している。法制建設の要となる中華人民共和国憲法（82年憲法=現行憲法）は、オーソドックスな社会主義法の枠組みを維持し、「公有制」、「計画経済」、「按労分配」、そして「中国共産党の指導」という社会主義の原則を掲げた。第2のグループは、中外合資経営企業法に代表されるように、対外的に直接投資の受け皿としての法を整備する立法である。中外合資経営企業法は、1979年当時社会主義国としては初めて、資本主義国から直接投資を受け入れる合弁法であった。
1980年代には、対外開放を促進する法システムが、国内法システムとは切り離して形成されるようになり、経済特別区が設置され、商標法、中華人民共和国専利法など技術導入に不可欠な知的財産法も早くから立法されている。1984年10月、共産党第12期3中全会が経済改革に関する決定を採択して、経済改革への本格的な取り組みが始まった。計画的商品経済という新しい概念を打ち出して、漸く新たな立法に着手した。この時期の主要な立法としては、中華人民共和国民法通則（1986年）や全人民所有制工業企業法（1988年）がある。民法通則は、中華人民共和国初の民事基本法である。ソ連・東欧の民法理論・立法経験を広く参照して起草されているが、計画的商品経済論に依拠していることから部分的には当時の社会主義民法理論を乗り越えているところもあり、21世紀に入っても現行法として通用している。1980年代末になると、経済改革が全面的に実施されるようになり、私営経済（私営企業）の発展と株式制度の実験等のため、公有制・計画経済・按労分配の原則を見直す必要が出てきたが、まだ伝統の枠を維持しながらの微調整に留まっている。その代表が1988年の憲法修正である。こうした経済改革の動きは、民主化の要求を武力で抑え込んだ1989年の天安門事件（六四事件）によって一時中断する。ただし、環境保護法（1989年）、著作権法（1990年）、中華人民共和国民事訴訟法（1991年）など改革とは直接関係のない法律の立法は進められた。また中国政府が、これまで使用してこなかった「人権」概念を公式に用いるようになった。

### 市場経済と法（1993年から2001年）
1992年の1月から2月にかけて、鄧小平が南方を視察した際におこなった重要演説（南巡講話）に基づき、同年10月の中国共産党第14回全国代表者大会（第14回大会）は「社会主義市場経済への移行」を決定した。国家建設モデルの質的転換がなされたわけであり、これに合わせ立法政策も根本から変わってくる。すなわち｢市場経済への移行」を目標とし、具体的にはWTO（当初はGATT）加盟を課題としたことにより、先進資本主義国の法や国際条約等を直接参考にする必要がでてきたのである。1993年7月、全国人民代表会議常務委員会で喬石委員長は、市場経済が開放型の経済であり国際的な経済であることから、国際共通ルールと整合性を保つように立法を進めることを強調して、「国外の経験を大胆に吸収して参考とする」よう述べただけでなく、外国法の条文を「直接移殖」して実践の中で修正していく可能性にまで触れている。一方立法政策の転換と同時に、立法手続も正規化の方向へ向かった。1999年制定の中華人民共和国契約法の制定に見られるように、草案作成の段階で法律家や学者が参加するようになり、学者建議稿が公表されるようになった。2000年には、立法法が制定されている。1993年の憲法修正においては、「計画」「計画経済」が条文から削除され、「社会主義市場経済」に取って代わられた。さらに1999年の憲法修正では、公有制と按労分配の原則についても、公有制と按労分配が主体的地位にあることを確認してはいるものの、多種類の分配方法の併存が原則であると、代えられた。1982年現行憲法が定めた社会主義の原則に根本的な修正が加えられたわけであり、従来の意味での社会主義憲法から離脱してしまっている。1979年に制定されていた刑法には、類推規定と反革命罪という大きな特色が二つあった。これが1997年に改正され、罪刑法定主義が採用されて類推の規定は姿を消し、また反革命罪も国家転覆罪へと改められた。民事法では、1981年制定の経済契約法が「民事契約」とは別の「経済契約」という社会主義組織間の契約を規律していたが、1999年10月制定に中華人民共和国契約法の制定に伴い完全に廃止された。この契約法の制定にあっては、国際条約等が参照され、先進的ともいえる内容になっている。さらに法システム構築の基準に関わる概念も変化している。1970年代末以来の「法制」概念に替え、1997年の党15回大会から「法治」（依法治国、社会主義的法治国家）という言葉が使われている。1993年以降の立法は、もはや社会主義法の枠内に留まるものではなく、近現代法システムの構築をめざすものとなったといえる。

### グローバル化と法（2002年以降）
2001年2月中国はWTO加盟を果たす。加盟に際して中国は、法制度の整備ならびに確実な法執行（エンフォースメント）を求められており、これにより中国の法システムにも大きな変化がもたらされた。中国法は80年代のように外資導入等の対外開放部分を別建てにすることなく、統一的な法体系を国際法秩序と緊密に連携・連動して構築するようになっている。それから10年、2001年3月の全国人民代表大会常務委員会の活動報告は、「2010年までに中国の特色ある社会主義法律体系を形成する」という課題を達成したと宣言した。この課題が提示されたのは、1997年10月の党第15回大会であった。当時中国はWTO加盟に専心していたときであったが、その後、経済成長の歪みが露呈し、経済発展至上主義への反省が生まれ、2004年から社会主義調和社会（和諧社会）の構築が目標とされた。この国家目標の変更により、立法の重点の置き方や、法システムの基本原理にも変化を促す。国際的強調や外国法一辺倒、西欧法原理の普遍性の承認から、中国法の特殊性の再発見や「中国の特色ある社会主義法律体系」の検証へと向いていることが見出される。すなわち、WTO加盟後しばらくは、経済グローバル化のなかでの国際的協調の面や市場主義経済システム確立の面に力が注がれていた。例えば憲法修正において、1993年の修正が、オーソドックスな社会主義原則からの離脱を示し始めていたのに加え、2004年の修正では、非公有制経済（私営経済等）の権利保護とその発展の奨励・支配が明記された。それは、市場経済システムに対応した法システムでは、市場主体の地位、権利および機会の平等が保障されなければならない、という立法理念を反映したものであり、市場における公有制（国有企業等）の優越的地位は法律上保障されないことまで含意されている。しかしその後、この流れとは逆の「中国の特色ある社会主義」の方向性も立法の中に見出すことができる。2007年制定の中華人民共和国物権法においては、2005年7月に草案が公表されたが、そこで「物権法草案違憲論」が巻き起こった。物権法草案はあたかも私有制を基盤とした資本主義国の物権法と同様の規定を置くだけで、社会主義国家の基本的経済制度（公有制を主体とした複数の所有制の併存）を定めた憲法規定に反するという。結局、審議を1年延ばし、所要の改正を加えざるを得なかった。このように「社会主義」の問題を、立法の中でどのように処理していくかが改めて意識されるようになっている。

## 日本統治下の中国法の調査
明治初期の日本において司法省が慣習調査を行い、1880年に『全國民事慣習調査』として結実するが、これを皮切りに、清末期中国、台湾、朝鮮などで多くの慣習調査が行われた。台湾においては、台湾総督府民政長官後藤新平の命により、岡松参太郎指揮の下、臨時台湾旧慣調査会により1905年から10年間かけて『清国行政法』と『台湾私法』等が刊行された。台湾において旧慣習調査が行われていた同時期、清末中国では日本からの法律顧問として岡田朝太郎等が参加して近代的法典調査が行われ、作業にあたっては岡田から岡松への協力要請も行われている。またこの時期には清朝側の機関である憲政調査館・修訂法律館による慣習調査も行われていた。これは清朝の倒壊とともに頓挫するが、北洋政府時期には改めて慣習調査が行われ、1930年に『民商事慣習調査報告書』に結実している。そして台湾旧慣調査に携わった人間が岡松とともに初期の満鉄調査部に渡り、継続して満州の慣習調査を行い、1914年から1915年にかけて『満州旧慣調査報告書』全9冊として結実した。また満鉄調査部と関係を有しながら農村実態調査が行われ、また千種達夫による家族法の慣習調査も行われた。これと同時に進められた旧満州国法典編纂にあっては、穂積重遠、我妻榮など当時の日本を代表する法学者が参加した。彼らは中華民国法制研究会などの調査を通じて中華民国法制の研究も行った。

## 中華人民共和国法制史年表
- 1949年　9月「人民政治協商会議共同綱領」（暫定憲法）、10月中華人民共和国成立
- 1950年　建国初期の三大立法（「婚姻法」、「土地改革法」、「労働組合法」）
- 1954年　「中華人民共和国憲法」（54年憲法）
- 1958年　大躍進始まる
- 1966年　文化大革命始まる
- 1975年　「中華人民共和国憲法」（75年憲法）
- 1976年　文化大革命終わる
- 1978年　改革開放始まる
- 1978年　「中華人民共和国憲法」（78年憲法）
- 1979年　「中華人民共和国刑法」、「中華人民共和国刑事訴訟法」
- 1982年　「中華人民共和国憲法」（82年憲法；現行憲法）
- 1986年　「中華人民共和国民法通則」
- 1988年　憲法改正（社会主義経済システムにおける計画経済から商品経済への転換）
- 1991年　「中華人民共和国民事訴訟法」
- 1993年　「中華人民共和国公司法」、憲法改正（市場経済への移行）
- 1994年　「中華人民共和国労働法」
- 1999年　「中華人民共和国契約法」、憲法改正（市場経済化の促進とWTO加盟を視野に入れたグローバル化への対応）
- 2001年　WTO加盟
- 2004年　憲法改正（市場経済化の急速な発展という現状に対応）
- 2006年　「中華人民共和国破産法」
- 2007年　「中華人民共和国物権法」、「中華人民共和国労働契約法」
- 2008年　「中華人民共和国専利法」
- 2009年　「中華人民共和国侵権責任法」
- 2020年　「中華人民共和国民法典（中国語版）」(初の統一的な民法典)

### 関連文献
- 瀧川政次郎『律令の研究』（刀江書院、1931年／名著普及会、1988年）
- 瀧川政次郎『満支史説史話』（日光書院、1939年）
- 瀧川政次郎『支那法制史研究』（有斐閣、1940年）
  - 改題『中国法制史研究』巌南堂書店、1979年）
- 瀧川政次郎『法律から見た支那国民性』（大同書院、1941年）
- 瀧川政次郎『遼律之研究』島田正郎と共著（大阪屋号書店、1944年）
- 浅井虎夫 著、瀧川政次郎 解題、律令研究会 編『支那ニ於ケル法典編纂ノ沿革』汲古書院、1977年。doi:10.11501/11931171。
  - 浅井虎夫 著、瀧川政次郎 解題、律令研究会 編『中国ニ於ケル法典編纂ノ沿革』（影印版第2版）汲古書院、2016年。ISBN 9784762965746。
- 律令研究会 編『譯註日本律令 5』 唐律疏議譯註篇 1、東京堂出版、1979年。ISBN 4-490-30212-6。
- 律令研究会 編『譯註日本律令 6』 唐律疏議譯註篇 2、東京堂出版、1984年。doi:10.11501/11931094。
- 律令研究会 編『譯註日本律令 7』 唐律疏議譯註篇 3、東京堂出版、1987年。doi:10.11501/11931141。
- 律令研究会 編『譯註日本律令 8』 唐律疏議譯註篇 4、東京堂出版、1996年。doi:10.11501/11931104。
- 瀧川博士還暦記念論文集刊行委員会 編『瀧川博士還暦記念論文集（1）東洋史篇』中沢印刷、1957年。doi:10.11501/2970195。
- 瀧川博士米寿記念会 編『律令制の諸問題  瀧川政次郎博士米寿記念論集』汲古書院、1984年。doi:10.11501/11932375。